# Njata
Njata ist eine der indonesischen Barat-Daya-Inseln (Südwestinseln) in der Bandasee. 

## Geographie

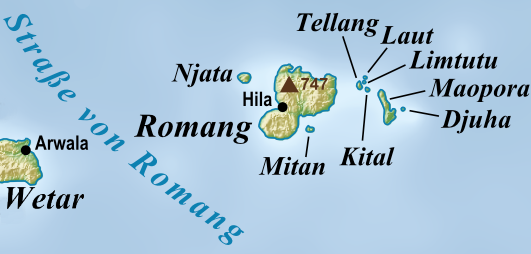
Njata liegt bei der Insel Romang

Njata liegt nordwestlich vor der Küste der Insel Romang. Westlich der Straße von Romang liegt die Insel Wetar. Nach Norden hin liegt die freie Fläche der Bandasee. Njata gehört zum inneren Bandabogen.